# Wolfert van Brederode (1550-1592)
Wolfert van Brederode was een edelman die leefde van 1550-1592. Hij was de broer van Hendrik van Brederode (1545-1573), de man van Margaretha van Vladeracken.
Wolfert was heer van Asten van 1591-1592. Hij volgde Maximiliaan van Brederode op en hij werd op zijn beurt opgevolgd door zijn nicht Catharina van Brederode.